# Emre Taşdemir
Emre Taşdemir (Yenimahalle, 1995. augusztus 8. –) török válogatott labdarúgó, a Pendikspor játékosa.

## Pályafutása
2013. március 3-án debütált az MKE Ankaragücü csapatában a Bucaspor elleni mérkőzésen. 2014-ben csatlakozott a Bursasporhoz. 2014. október 29-én debütált a Bursasporban a Büyükçekmece Tepecikspor elleni Török Kupa-mérkőzésen. 2019. január 9-én csatlakozott a Galatasaray csapatához.

## A válogatottban
2015. június 8-án mutatkozott be a török válogatottban a Bulgária elleni barátságos mérkőzésen. A mérkőzést végigjátszotta, amelynek a végeredménye 4–0 lett a törökök javára.

## Sikerei, díjai
Galatasaray
- Süper Lig: 2018–2019
- Türkiye Kupası:  2018–2019
- Süper Kupa: 2019